# حزب التحرير
حزب التحرير هو تكتل سياسي له غايتان معلنتان: إحداهما حمل الدعوة إلى الإسلام، والثانية استئناف الحياة الإسلامية. وأساس عمل حزب التحرير هو التغيير، وغاية هذا التغيير هو أمران: استئناف الحياة الإسلامية، وإنهاض الأمة الإسلامية، وطبيعة هذا التغيير أنه انقلابي جذري شامل، لا ترقيعياً ولا إصلاحياً للأنظمة القائمة على غير الإسلام، وطريقة إحداث هذا التغيير هي إقامة الدولة الإسلامية، أي إعادة إنشاء دولة الخلافة الإسلامية ولذلك فإن مادة هذا التغيير هي الأعمال التي من شأنها هدم الأنظمة القائمة في الدول القائمة في العالم الإسلامي، وإقامة الدولة الإسلامية مكانها، وتغيير دار الكفر لتغدو دار إسلام بحسب رأيهم، وتوحيد المسلمين جميعاً تحت مظلة دولة الخلافة.
ينشط حزب التحرير في المجالات السياسية والإعلامية وفي مجال الدعوة الإسلامية وبناءً على منشورات الحزب فإنه يتخذ من العمل السياسي والفكري طريقاً لعمله، ويتجنب ما يسميه بـ«الأعمال المادية» مثل الأعمال المسلحة لتحقيق غايته.
تأسس حزب التحرير في القدس إبان الحكم الأردني لها مطلع عام 1953 على يد القاضي العالم تقي الدين النبهاني، بعد دراسة لأحوال العالم الإسلامي إثر سقوط الدولة العثمانية في إسطنبول عام 1924.
تُسمى القيادة السياسية في حزب التحرير بـ«الإمارة» يتولاها «أمير الحزب» الذي يتم انتخابه داخلياً طبقاً لآليات حزبية معينة وتكون مدة إمارته غير محدودة، وإمارته تكون عالمية، بمعنى أنه أميرٌ على كل أفراد الحزب في جميع أنحاء العالم. وكان النبهاني هو الأمير المؤسس، وبقي يقود الحزب حتى وفاته عام 1977.
يتخذ حزب التحرير من العمل السياسي والفكري طريقة للوصول إلى غايته، اقتداءً برسول الله محمد صلى الله عليه وسلم أثناء عمله في المرحلة المكية التي سبقت هجرته إلى المدينة المنورة وتأسيس الدولة الإسلامية فيها.
إذ إن الرسول صلى الله عليه وسلم قد قام بأعمال مخصوصة وعلى مدار ثلاث عشرة سنة انتهت بإقامة الدولة الإسلامية، فدرس الحزب تلك الأعمال دراسة شرعية انتهت بتحديد معالم واضحة لطريقة التغيير، واجبة الاتباع، فنشر حزب التحرير كتابه الذي يوضح تلك الطريقة: منهج حزب التحرير في التغيير.
ويتخذ الحزب من البلاد الإسلامية مجالاً لعمله بهدف إقامة دولة الخلافة، ولديه ناطقون رسميون في عدد من البلاد الإسلامية، والكثير من المكاتب الإعلامية. وللحزب انتشار واسع في العالم، وأبرزها فلسطين ولبنان وتونس وسوريا والأردن وتركيا وباكستان وبنغلادش وإندونيسيا وأوزبيكستان وطاجيكستان وقرغيزيا وغيرها من الدول، وبعض الدول الغربية كالمملكة المتحدة وأستراليا وروسيا وأوكرانيا. والحزب محظور في معظم البلاد العربية والإسلامية، وفي ألمانيا وروسيا.

## نشأة الحزب وتطوره

### نشأته
نشأ حزب التحرير في مدينة القدس في المملكة الأردنية الهاشمية -حيث كانت القدس تحت الحكم الأردني- عام 1953 حيث كان القاضي تقي الدين النبهاني يعمل فيما سبق قاضياً شرعياً في محكمة الاستئناف بالقدس، وكان تشكيل الحزب على مراحل، المرحلة التأسيسية وكانت تتسم بالجهود الفردية لمؤسسه وجماعة ممن اقتنعوا بفكرته وعهدوا مساندته، حتى تمكن في المراحل التالية من إعلان قيام حزب التحرير كحزب ذي قاعدة شعبية أهلته لدخول الانتخابات البرلمانية في المملكة الأردنية الهاشمية عن الضفة الغربية في عام 1955 للمحاسبة وإبداء الرأي على أساس الشرع الإسلامي لا لغاية الحكم لأنها ليست طريقة الحزب لوصول للحكم ونجح بإدخال أحد أعضائه «النائب أحمد الداعور» البرلمان ليمثل الحزب في مجلس النواب الأردني في عام 1955. استمر نشاط الحزب داخلاً في مراحل متباينة علنية وسرية، وليدخل مراحل عدة من الصراع مع حكومات الدول العربية والأجنبية، ومراحل من الانتشار والتوسع على امتداد رقعة جغرافية هائلة من الأرض.

### نمو الحزب
في المنطقة العربية شهدت علاقاته مع الحكومات العربية مراحل من المد والجزر، فبينما كانت بعض الدول تبطش به كما كان الحال في ليبيا والعراق ومصر، نجد له نشاطاتٍ رسمية في دولٍ أخرى مثل لبنان والسودان وحتى تونس ابتداء من عام 2012 وذلك خلاف ما نراه من حرية لباقي الحركات والأحزاب إسلامية كانت أو غير إسلامية ويُعتقد أن السبب في ذلك يعود إلى دعوة الحزب إلى تقويض أنظمة الحكم القائمة وإحلال الخلافة كبديل والحزب يعتبر أن الحكام الحاليين يطبقون أنظمة وضعية (رأسمالية، وعلمانية أو اشتراكية أو غيرها).
أما في العالم الإسلامي فإن لحزب التحرير انتشاراً علنياً في إندونيسيا وماليزيا، كما أن له وجود كبير في وسط آسيا، وبخاصة في أوزبكستان، وقد حُظر حزب التحرير في بنغلاديش وهناك مساع لحظر حزب التحرير في إندونيسيا.

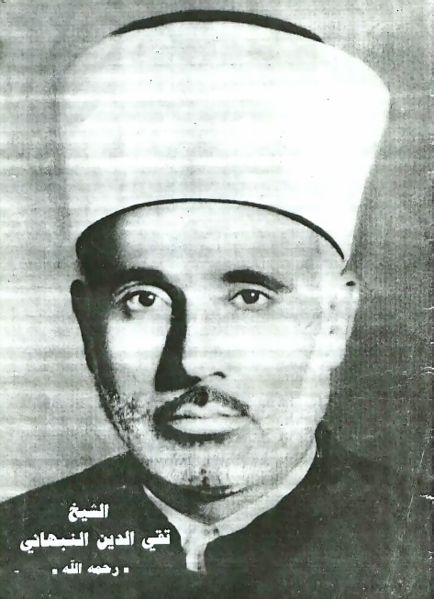
تقي الدين النبهاني مؤسس حزب التحرير.

أما في أوروبا فتتفاوت علاقة حزب التحرير مع الدول الأوروبية ما بين وضعه تحت المراقبة بغية الحظر كما هو في المملكة المتحدة وحظره فعلياً كما هو في ألمانيا نسخة محفوظة 2 يناير 2011 على موقع واي باك مشين., New Statesman, Shiv Malik, 30 January 2006 نسخة محفوظة 16 مارس 2018 على موقع واي باك مشين. وفي باقي الدول الأوروبية نجد تواجد حزب التحرير بارزاً وملفتاً في هولندا والدانمارك ومتفاوتاً قوة وضعفا في غيرهما.

### أمراء حزب التحرير
- تقي الدين النبهاني (فترة الإمارة: 1953 - 1977).
- عبد القديم زلوم (فترة الإمارة: 1977 - 2003).
- عطاء بن خليل أبو الرشتة (الأمير الحالي، منذ عام 2003م).

### عدد أعضاء حزب التحرير
```

عبد القديم زلوم الأمير الثاني لحزب التحرير.

لم يعط حزب التحرير رقماً رسمياً عن عدد أعضائه، إلا أن تقارير وأخباراً تعطي صورة عن شعبية الحزب:
```

- نشرت المجلة البريطانية New Statesman تقريراً يقدر عدد أعضاء حزب التحرير في آسيا الوسطى بعشرة ملايين عضو.[15]
- في أوزباكستان يوجد في السجن ما بين 7000 – 8000 عضو من حزب التحرير.[15]
- في فلسطين ذكرت صحيفة «هآرتس» الإسرائيلية أنّ صحفياً من بريطانيا زار الخليل، ورأى أن حزب التحرير أصبح الأكثر شعبية في المنطقة بعد صراع حركتي فتح وحماس على السلطة.[16]
- وتحدث تقرير في قناة الجزيرة عنوانه "مؤتمر لحزب التحرير بإندونيسيا يدافع عن تطبيق الشريعة" عن أن عدد أعضاء حزب التحرير في إندونيسيا في 2007 بلغ مليوني عضو.
- كذلك نقل موقع قناة الجزيرة تقديرا عن أحد المواقع الروسية عن عدد أعضاء التنظيم في العالم بنحو مليون شخص في 58 بلدا[17]، وأشار موقع الجزيرة المذكور أن تقارير إعلامية أشارت إلى أن العدد أكبر من ذلك بكثير.

## أفكار حزب التحرير
يصرح حزب التحرير بأن غايته "هي استئناف الحياة الإسلامية، وحمل الدعوة الإسلامية إلى العالم
ولكن يمكن تلخيص عدد من أفكار الحزب وإعطاء صورة مصغرة عنه بحسب المعلومات الواردة عنه في وسائل الإعلام أو أفصح عنها الحزب في مطبوعاته ومدوناته الإلكترونية. من تلك الأفكار:
- وجوب التقيد بالشرع، فالشرع هو مقياس الأفعال في الإسلام (تحكيم الحكم الشرعي في الأفعال والأقوال)
- أن الخلافة هي عين تطبيق الأحكام الشرعية في الواقع، فالأوامر والنواهي التي نزلت في القرآن والسنة إنما أوحي بها ليُعمل بها وتطبق نظاما في الحياة والدولة والمجتمع وعلى صعيد الأفراد والأحزاب، وأن طريقة تطبيقها هي الخلافة، وأن الخلافة تحمل الدعوة للإسلام إلى الأمم.
- أن السيادة في الخلافة للشرع فما شُرِعَتِ الخلافةُ إلا لتنفيذ الشرع.
- أن الخليفة يُبايَع من المسلمين ولا يحق له بحال من الأحوال أن يتسلط على رقابهم إلا برضاهم، فالسلطان في دولة الخلافة للأمة تبايع من يحكمها بكتاب الله وسنة رسوله عن رضا واختيار.
- أن الخلافة هي دولة كل المسلمين وأن خليفة المسلمين واحد لا يتعدد، وأن المسلمين أمة واحدة من دون الأمم.
- أن نظام الخلافة نظام شرعي رباني وليس من صنع الصحابة أو غيرهم،
- وحدة الخلافة، فالخلافة ليست لها حدود ثابتة فهي متسعة أرضها باستمرار، لكن ليس كدولة مستعمرة ناهبة، وإنما كدولة فاتحة حاملة لواء الدعوة إلى الله والجهاد في سبيله لإخراج العباد من عبادة العباد إلى عبادة رب العباد.
- المحافظة على الحياة الإسلامية بالمحافظة على الخلافة.
- إن الضامن لاستمرار الخلافة هو تركز الأفكار المشكلة للرأي العام أي تحولها إلى مفاهيم ومقاييس وقناعات عند الأمة، وأيضا استعداد الأمة لبذل الغالي والنفيس في سبيلها.
- أن الشرع هو معالجات الإسلام وكيفية لتنفيذ هذه المعالجات وكيفية المحافظة على الإسلام عقيدة ونظاما وكيفية حمل الدعوة.
- إيجاد رأي عام عن الأمر بالمعروف والنهي عن المنكر، حتى تتمكن عُرَفُ الإسلام من المجتمع فتظهر.
- إيجاد رأي عام عن الجهاد فهو طريقة نشر الإسلام والحفاظ على الأمة.
- إيجاد رأي عام عن وحدة المسلمين.

## حركة أصولية

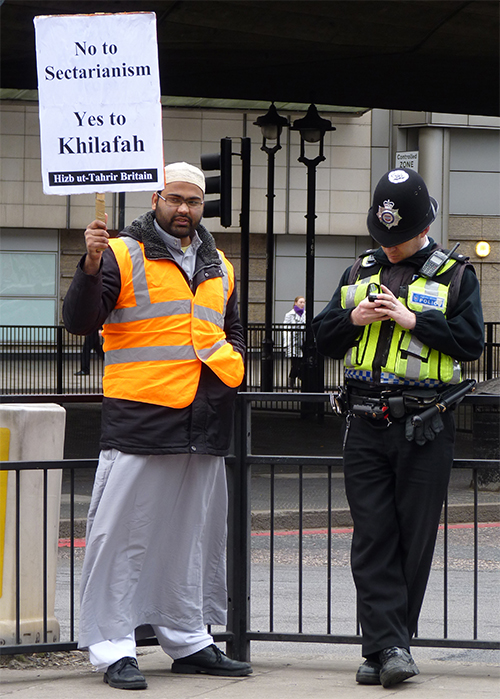
أحد أنصار حزب التحرير يرفع لافتة مكتوب عليها "نعم لخلافة" في لندن في مارس 2011.

درجت أمريكا على تصنيف الحركات الإسلامية، والمسلمين إلى معتدل ومتطرف أو أصولي، ومثال ذلك ما نشرته «مؤسسة راند RAND Corporation» التابعة لوزارة الخارجية الأمريكية من تقرير تحت عنوان: "بناء شبكات مسلمة معتدلة Building Moderate Muslim Networks"، فقد وضع التقرير تصورا للتعامل مع المسلمين والحركات الإسلامية من منطلق التقسيم إلى متطرف ومعتدل، بناء على موقفها من تقبل الأفكار الليبرالية الغربية.
يعد حزب التحرير في منظور أمريكا والحركات العلمانية من الأحزاب والتيارات الأصولية الإسلامية ليشار إليه بأنه إسلامي أصولي.
يشار إلى أن حزب التحرير يعتبر القرآن الكريم والسنة النبوية أساس أفكاره السياسية والفكرية، ويعتبره ملزماً وقادراً على تنظيم الحياة المعاصرة ضمن إطار إسلاميِ بحت.
ولا يتخذ حزب التحرير الواقع الفاسد المستشري في العالم الإسلامي مصدرا للتفكير، بل محلا للتفكير بحيث يسلط الأحكام الشرعية على هذا الواقع ليجعلها أساسا للعملية التغييرية، فلا يرقّع الواقع بل يغيره تغييرا جذريا انقلابيا شاملا.
إصرار الحزب على التمسك بالإسلام فكرة وطريقة وعدم تقبله لمبادئ الديمقراطية، أثار ردود فعلٍ كبيرة وصفت الحزب باللاديمقراطي وأثارت جدلاً في أوساط المنظِّرين في العالم العربي والإسلامي، مما غذى الانتقادات الموجهة للحزب.

## الخلافة

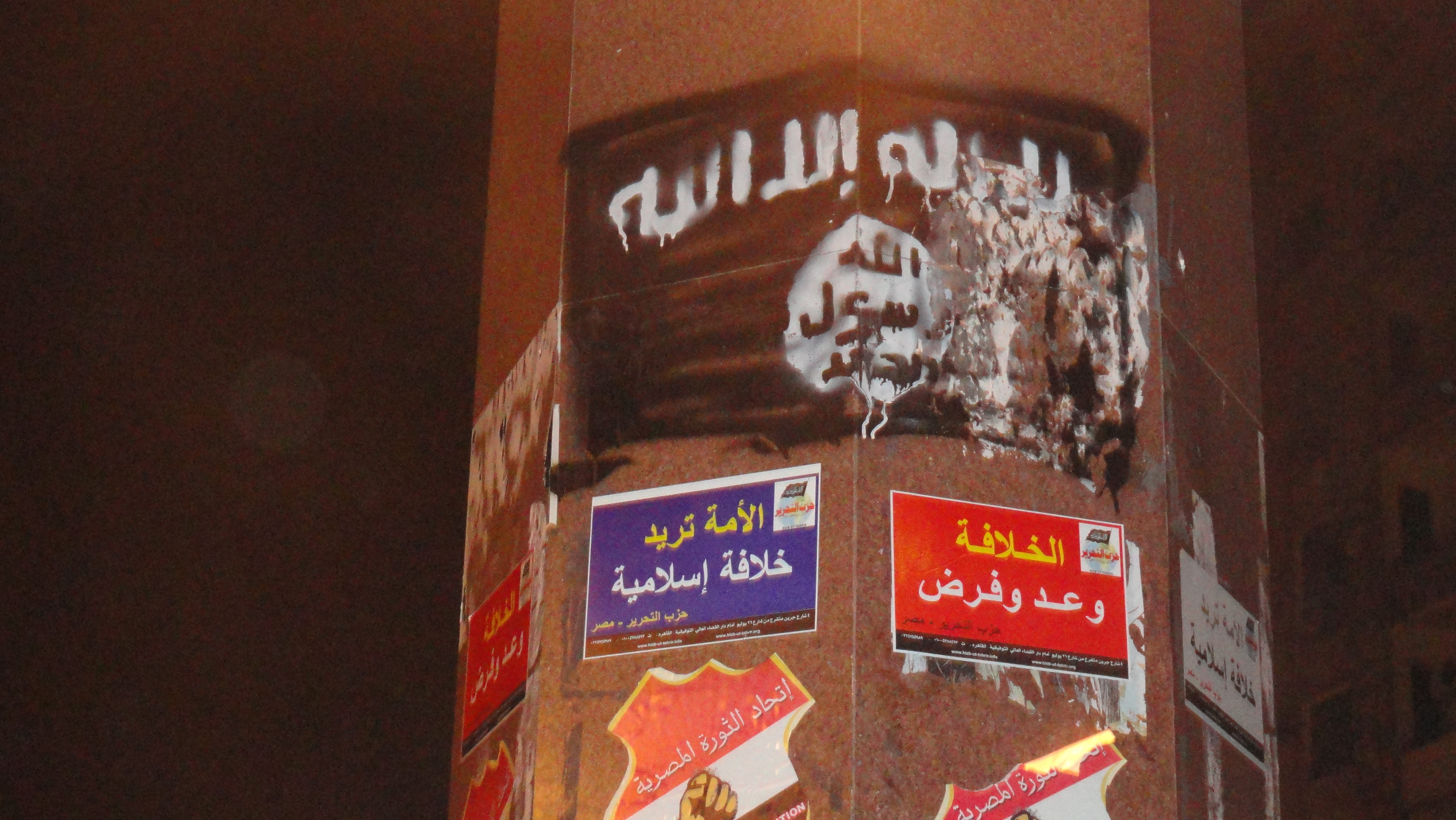
لافتات بالقرب من ميدان التحرير بمصر لحزب التحرير مكتوب عليها «الخلافة وعد وفرض» و«الأمة تريد خلافة إسلامية».

السمة العامة لصفحات الحزب ومطبوعاته تجده يركز على موضوع الخلافة الإسلامية بشكل واضح، جاعلاً إقامة دولة الخلافة الإسلامية أهم قضية على الإطلاق، ومنظراً بأن الله سبحانه قد أنزل الكتاب ليحكم بين الناس ويقيم القسط والعدل وفقا للمنهج الإلهي (سورة البقرة 213)، وأمر النبي محمد صلى الله عليه وسلم أن يحكم بما أنزل الله، (سورة المائدة 42 – 50) وأمر المسلمين بالتحاكم إلى شرع الله، (سورة النساء 58-65). واعتبر أي نظام لا يحكم بما أنزل الله جاهلية وطاغوتا، (النساء 60)، (المائدة 50) ووصف إيمان من لا يتحاكم إلى الله ورسوله بأنه مجرد زعم، [سورة النساء آية 60]، وأنزل الأحكام الشرعية التي تقيم علاقات المجتمع، وقد نزلت آيات تفصيلية في التشريع الحربي والجنائي والسياسي والاجتماعي والاقتصادي والمعاملات والقضاء والعقوبات وأنظمة المال والسياسة الداخلية، والخارجية، والمعاهدات، ومسئوليات الدولة عن تأمين حاجيات الناس الأساسية، وغيرها، وكلها أُنزلت للحكم بها ولتطبيقها وتنفيذها، وقوام ذلك كله هو مسئولية دولة الخلافة عن ذلك التطبيق، وهذا التطبيق هو الضامن لحل مشاكل الشعوب الإسلامية ونهضتها.
فكان حزب التحرير يدعو لتطبيق الشريعة الإسلامية شأنه في ذلك شأن العديد من الحركات الإسلامية ولكنه يمتاز عن غيره من الحركات الإسلامية بأحد الأمرين:
- عدم قبوله بالحلول الوسط في سعيه لإقامة الخلافة الإسلامية، وإصراره الشديد على ذلك، فهو لا تقبل بالدول الإسلامية الوطنية (ضمن حدود دولة ما)، ولا حتى كحل مرحلي على طريق إنشاء الدولة الكبرى كما ترى ذلك جماعات إسلامية أخرى مثل الإخوان المسلمون.[20]
- بالمقابل إصرار الحزب على الدعوة الفكرية السياسية فقط، وإصراره على تجنب مايسميه العمل المادي. وهو ماجلب له الإتهام بأنه حزب تنظير وخطابات. (انظر انتقادات لحزب التحرير).

ولكن المراقب يلاحظ أن الحزب الذي تتهمه الحركات العلمانية بأنه حزب تنظير، واجهته الأنظمة والدول في العالم بأشد العقوبات ووسائل الحظر خشية من ذلك الخطاب السياسي الفكري الشامل، فترى من ذلك مثلا أن حكومة روسيا تحكم على من ينتمي للحزب بأحكام تتراوح بين 16 و18 سنة بالسجن الشاق، كما جاء في تقرير على جريدة الراية عنوانه: أحكام بالسجن عالية على شباب حزب التحرير في روسيا - في 12 إبريل 2017، فهذا يدل على أن الدول تأخذ هذا التنظير مأخذ الجد وتعتبر تلك الأفكار خطرا على وجودها.

## رفض الرأسمالية والديمقراطية
يجاهر حزب التحرير برفضه التام والقاطع لكل من الديمقراطية والرأسمالية ويعتبرهما نظامي «كفر» يحرم تطبيقهما.

### تحريم الديمقراطية
يحرم حزب التحرير الديمقراطية تحريماً تاما، ويعتبرها «نظام كفر» لايجوز الاحتكام لها، ولا الدعوة إليها، بل يعتبر الدعوة إليها دعوة إلى باطل، بل إن حزب التحرير أصدر كتاباً رسمياً بعنوان: «الديمقراطية نظام كفر، يحرم أخذها أو تطبيقها أو الدعوة إليها»، ويرد في مقدمة هذا الكتاب:
«الديمقراطية التي سوَّقها الغرب الكافر إلى بلاد المسلمين هي نظام كفر، لا علاقة لها بالإسلام، لا من قريب، ولا من بعيد. وهي تتناقض مع أحكام الإسلام تناقضاً كلياً في الكليات وفي الجزئيات، وفي المصدر الذي جاءت منه، والعقيدة التي انبثقت عنها، والأساس الذي قامت عليه، وفي الأفكار والأنظمة التي أتت بها.»
هذا الرفض التام والجازم جلب الاتهامات للحزب من الحركات العلمانية بكونه حركة أصولية وحركة راديكالية جعلت الحزب في موقع الاتهام في العالم الغربي وعند كثير من العرب، وجعلت كثيراً من الدول الديمقراطية تفكر جدياً بمنعه كما صرح بذلك توني بلير رئيس وزراء المملكة المتحدة. كما أن تحريمه للديمقراطية تجعله من ناحية فكرية أقرب إلى التيارات الأكثر تشدداً في العالم الإسلامي منه إلى التيارات المعتدلة بحسب تصنيف مؤسسة راند الوارد في تقرير تحت عنوان: "بناء شبكات مسلمة معتدلة Building Moderate Muslim Networks".
وقد قامت مؤسسة غالوب لاستطلاع الآراء في العالم الإسلامي بسؤال المسلمين في استطلاع بتاريخ 8 آذار/مارس 2008 عن مصدر القيم الديمقراطية التي يتطلعون إليها فكانت النتائج التالية: الغالبية العظمى من المستطلعة آراؤهم رفضوا أخذ النموذج الديمقراطي الغربي، وإنما رأوا نموذجا «ديمقراطيا منبثقا من الإسلام»، لا من القيم الغربية.

### تحريم الرأسمالية
كما يحرم حزب التحرير الديمقراطية فهو يرفض أيضاً الرأسمالية ويعتبرها سبباً في شقاء الناس، وفي الوقت نفسه يحرم الحزب المذاهب الاقتصادية الاشتراكية والشيوعية ويعتبر نفسه خصماً سياسياً لكل هذه المذاهب، ويعتمد بدلاً منها النظام الاقتصادي الذي وضع النبهاني أسسه بناءً على اجتهاده في القضايا الاقتصادية النابع عن فهمه للشريعة الإسلامية، ولخص أفكاره في كتابٍ سماه النظام الاقتصادي في الإسلام.
وكذلك جرى التعرض لمباحث الاقتصاد في كتب أخرى للحزب منها: كتاب السياسة الاقتصادية المثلى، و كتاب الأموال في دولة الخلافة، وفي غيرها من الكتب والنشرات الصادرة عن الحزب.
وبطبيعة الحال فإن بعض المفاهيم الاقتصادية لحزب التحرير أوجدت نقاشات لدى الهيئات الإسلامية مثلاً الجامع الأزهر أو رابطة العالم الإسلامي.

## نظرية المؤامرات
يصدر حزب التحرير تحليلاته السياسية ويراقب أعمال الدول الكبرى المؤثرة في السياسة الدولية، وجريها وراء مصالحها، وخضوع الأنظمة لخدمة تلك المصالح، ويكشف تلك الأعمال عبر نشراته، ويقول بعضهم إنه يمكن تصنيف بعض تلك التحليلات بأنها تُظهر نظرية المؤامرات، إلا أن الحزب يرفض ذلك على اعتبار أن نظرية المؤامرة في التحليل السياسي لا تستند إلى أدلة، بينما يوثق الحزب تحليلاته ويقيمها على أدلة تفصيلية تؤكد الرأي الذي صار إليه وتشهد على ذلك مطبوعات الحزب وآراؤه في السياسة العالمية والعربية، حيث يعتقد الحزب بأن في العالم صراعاً يدور بين الدول العظمى في الخفاء والعلن، ساحته العالمان العربي والإسلامي، ويكون المسلمون ضحاياه. ومن الأمثلة على ذلك حرب العراق الأولى والثانية التي جند الغرب فيهما أكثر من 23 دولة ونتج عنهما تدمير العراق، وكذلك تدخل أمريكا وروسيا وإيران وتركيا في حرب سوريا لمنع سقوط النظام.
ويحلل أسباب تلك الحروب التي نزلت بالعالم الإسلامي على أنها صراع مصالح بين الدول العظمى، وتآمر من قبل الأنظمة على الشعوب وتقديمها خدمات للدول الكبرى، مما يظهر منه أن الحكومات والأنظمة في العالمين العربي والإسلامي تعمل لتحقيق أجندة دول أخرى، وصار وصف الأنظمة بالتبعية (أي العمالة من عميل) صفة بارزة في أدبيات الحزب.

## دستور إسلامي
يمتاز حزب التحرير بأن لديه رؤية واضحة عن كيفية إدارة «الدولة الإسلامية» إذا ماستطاع إقامتها والسيطرة عليها، وذلك من خلال صياغة مسبقة لدستور لهذه الدولة ليتم تطبيقه مباشرة بعد قيام هذه الدولة، ووضع تصوراً كاملاً لأجهزة دولة الخلافة في الحكم والإدارة.
أجـهـزة دولة الخـلافة (في الحكم والإدارة)
كتيب: مشـروع دسـتور دولـة الخـلافـة

## الولايات

### مصر

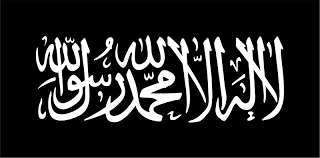
راية العقاب علم حزب التحرير

توسع حزب التحرير ليشمل مصر في منتصف الخمسينيات من القرن الماضي، ولكن وفقًا لمؤسسة جيمستاون لم يظهر «جاذبية كبيرة» لأن المصريين «مترددون في رؤية هوياتهم التاريخية والعرقية والثقافية المميزة مغمورة داخل الخلافة».
حظرت الحكومة المصرية حزب التحرير عام 1974 بعد تورطه المزعوم في محاولة الانقلاب عبر تنظيم الفنية العسكرية حيث قام صالح سريّة ورفاقه بالاستيلاء على الأسلحة والسيارات والمدرعات من الكلية الفنية العسكرية بمساعدة إخوانهم الطلبة داخل الكلية مستغلين صلاحياتهم كقادة مناوبين أثناء الليل، ثم التوجه بما حصلوا عليه إلى مقر الاتحاد الاشتراكي لمهاجمة السادات وأركان حكمه أثناء اجتماعهم. اعتقد سريّة أن التمرد السياسي المفاجئ كان ضروريًا لحزب التحرير لإقامة دولته، مختلفًا مع إستراتيجية الحزب في إيجاد الرأي العام وطلب النصرة.
في عام 1984، اعتقلت الحكومة 32 من شباب حزب التحرير واتهمتهم بـ «العمل على قلب نظام الحكم بهدف إقامة الخلافة».
```
في عام 
2002
، قُبض على 26 رجلاً ، بينهم ثلاثة بريطانيين وأدينوا في عام 
2004
 لكونهم أعضاء في حزب التحرير ومحاولتهم إحياء الحزب في مصر. بشكل عام، ومع ذلك، لا يزال نشاط حزب التحرير في مصر ضعيفًا عند مقارنته بالجماعات الإسلامية الأخرى، مثل جماعة الإخوان المسلمين.
[
29
]
```

وبحسب منظمة العفو الدولية، فإن أربعة مسلمين بريطانيين والعديد من المصريين تعرضوا للتعذيب في مصر للاشتباه بانتمائهم لحزب التحرير. في النهاية حوكم 26 شخصًا على خلفية ما اعتبره المراقبون في مصر تهم «متناقضة» و«ضعيفة».
منذ الثورة المصرية عام 2011، نشط حزب التحرير بشكل متزايد بعد سقوط أمن الدولة ووزارة الداخلية فرفع الحظر المفروض عليه وعلي باقي الجماعات الإسلامية الأخرى. ونظم حزب التحرير مظاهرات في ميدان التحرير وعقد مؤتمرات تدعو إلى عودة الخلافة. علاوة على ذلك، يظهر حزب التحرير/ولاية مصر في برنامج تلفزيوني أسبوعي على قناة الخليج الفضائية بعنوان «ثم تكون خلافة». وعقد مؤتمر في مصر في يوليو 2012.

### العراق
في عام 1969، عندما قُبض على نجل آية الله محسن الحكيم، أعلى شيعية في العراق، وزُعم أنه تعرض للتعذيب، أثناء اضطهاد واسع النطاق للشيعة، انتقد عبد العزيز البدري، المحامي الإسلامي السني عالم ومسؤول حزب التحرير في ولاية العراق، واستشهد تحت التعذيب. وهكذا يُنظر إلى العضو السني في حزب التحرير على أنه أول شهيد من أجل حقوق الشيعة في العراق ضد النظام البعثي القديم.
قمع صدام حسين أعضاء حزب التحرير في العراق في عام 1990، ولكن عندما غزى جيشه الكويت في عام 1990، مثل العديد من الجماعات الإسلامية والشعبية الإسلامية، رأى حزب التحرير أن الضم هو عمل لتوحيد البلاد الإسلامية ودعم فكرة وحدة البلاد الإسلامية.. صرح فريد قاسم المتحدث باسم حزب التحرير في ذلك الوقت، «من وجهة نظر الإسلام، صحيح أنه يجب إزالة أي حدود، فنحن موصوفون في القرآن على أننا أمة واحدة. ولم يضع المسلمون الحدود هناك، ولكن من قبل الأوروبيين». على الرغم من ذلك، تم إعدام 11 من أعضاء حزب التحرير في العراق في عام 1990 لدعوتهم صدام حسين للتخلي عن حزب البعث وإقامة دولة إسلامية.
بعد الإطاحة بصدام عام 2003، أعلن حزب التحرير أنه سيفتح فرعاً في العراق. أحد أعضاء حزب التحرير في العراق، أبو عبد الله الكردي، زعم في مقابلة عام 2008 أن الحزب لديه مكتبين في بغداد، زُعم أن القوات الأمريكية قصفتهما، مما أسفر عن مقتل أحد شباب حزب التحرير.
في الحرب الأهلية التي أعقبت الغزو الأمريكي، دعا حزب التحرير أهل العراق السنة والشيعة والعرب والأكراد إلى التوحد. ورد أن اثنين من أعضاء حزب التحرير البارزين (عادل الرماح وأحمد سعدون العبيدة) قُتلا هناك في عام 2006، وظهرت على جثتيهما آثار التعذيب. بخصوص شنق الرئيس العراقي الأسبق صدام حسين، قال إسماعيل يوسانتو، المتحدث باسم حزب التحرير في إندونيسيا:- التحرير هناك "وأن الرئيس بوش وتوني بلير" لا يستحقان أفضل من ذلك ".
كينيا وليبيا ونيجيريا وتنزانيا تقيم أنشطة وفعاليات نظمها حزب التحرير.

### لبنان
بعد خمسين عاما من النشاط السري في لبنان، وافقت الحكومة اللبنانية على تسجيل حزب التحرير كحزب سياسي. (ربما حدث هذا لأن الحكومة أرادت تعويض التأثيرات الأخرى مثل تأثير سوريا وحزب الله، وكلاهما تعارضه قيادة حزب التحرير). دعا حزب التحرير إلى مؤتمر صحفي في 19 مايو 2006، حيث كان المتحدث المحلي للدكتور أيمن القادري، ذكر أنه سيتم تسجيل حزب التحرير كحزب سياسي، بعد أن اعتقلت الحكومة اللبنانية بعض أعضائه بتهم تتعلق بالإرهاب. وصرح رئيس المكتب الإعلامي لحزب التحرير في لبنان أن «الحزب سيركز على دعوة أيديولوجية وسياسية (الدعوة). باستخدام الجدل والإقناع وإلقاء المحاضرات والمؤتمرات والحملات الفلسفية والسياسية وتشكيل وإرسال الوفود السياسية، إلخ.»

### الأردن
في وقت تأسيس حزب التحرير في الضفة الغربية كانت تلك المنطقة تحت سيطرة المملكة الأردنية، وفاز أحد أعضاء حزب التحرير وهو الشيخ (أحمد الداعور) بمقعد في البرلمان الأردني. ومع ذلك ، بما أن الحزب اعتبر المملكة (مثل جميع الدول غير الخلافة) غير شرعية، دعا المؤيدين إلى عدم الاعتراف بالدستور أو قوانين الدولة. أدت المحاولات الفاشلة للإطاحة بالحكومة (التي كانت تخطط أحيانًا لاغتيال الملك) باستخدام عناصر عسكرية في أعوام 1968 و1969 و1977 و1993 إلى اعتقال ومحاكمة وسجن من ثبت انتماؤهم للحزب.

### فلسطين
وفقا لتقرير عام 2007 لمراسل جلوب آند ميل مارك ماكينون، فإن حزب التحرير «يستغل الاستياء العام من إراقة الدماء الأخيرة بين حركتي حماس وفتح الرئيسية التي قسمت القضية الفلسطينية إلى قسمين. تظاهرة أخيرة في الغرب واجتذب حشدًا يقدر بعشرات الآلاف». وهو يقتبس من حزب التحرير الشيخ أبو عبد الله خطبة للمسلمين

لماذا نشاهد الكفار يزدهرون في هذا العالم ولا نوقفهم؟.. المسلمون في الصين وإندونيسيا وباكستان وفي كل مكان بالآلاف يطالبون بحكم الله من خلال الخلافة. إنهم يطالبون بعودة حكم الله على الأرض. 
وفقا لحزب التحرير، في يوليو 2009، تم اعتقال المئات من شباب حزب التحرير ومنعت السلطة الفلسطينية مؤتمر الحزب السنوي لعام 2009 من الانعقاد.

### ليبيا
في ظل نظام العقيد معمر القذافي ، قُتل ثلاثة عشر من أعضاء حزب التحرير بحسب الحزب. محمد رمضان ، صحفي ومذيع ليبي في قسم اللغة العربية في بي بي سي في لندن ، كان عضوًا في حزب التحرير ومعارضًا لنظام العقيد معمر القذافي . اغتيل في 11 أبريل 1980 على أيدي عملاء ليبيين خارج مسجد ريجنت بارك بلندن . قُتل العديد من الأعضاء الآخرين في الحجز خارج نطاق القضاء في ليبيا خلال الثمانينيات من القرن الماضي.

### السودان
انعقد المؤتمر الدولي الذي نظمه حزب التحرير في السودان تحت عنوان «طوق النجاة» يوم السبت 3 مايو 2014، والذي انعقد في قاعة الصداقة بالخرطوم، رؤية إسلامية صادقة حول المعالجات الصحيحة لمشاكل السودان دون انتكاسات الربيع العربي في مصر وتونس واليمن ودول ثائرة أخرى.

### سوريا
قبل الثورة السورية، تعرض أعضاء الحزب في سوريا، إلى جانب أقاربهم ومعارفهم، لاعتقال متكرر خارج نطاق القضاء. وزعم ممثلو حزب التحرير أن قوات الأمن السورية اعتقلت 1200 من شبابه في ديسمبر 1999 ويناير 2000، وفقًا لعدد ديسمبر 2000 من نشرة استخبارات الشرق الأوسط. كان شباب حزب التحرير من بين النشطاء السياسيين الذين تم اعتقالهم في سوريا عام 2005 وحوكموا أمام محاكم عسكرية، وفقًا لتقرير صدر عام 2006 عن منظمة العفو الدولية.

### تونس
دخل حزب التحرير تونس في السبعينيات من القرن الماضي. في عام 1983، تم القبض على 30 رجلاً، بمن فيهم مسؤول حزب التحرير في تونس، بتهمة الانتماء إلى منظمة غير مشروعة ومحاولة الإطاحة بالحكومة من أجل استبدال الخلافة بها. ومن بين المعتقلين الثلاثين، كان 19 من العسكريين، وقيل إن الـ11 الباقين حرضوا ضباط الجيش على الانضمام للحزب. أفاد بيان صحفي صدر في مايو 2008 عن المكتب الإعلامي لحزب التحرير في شمال إفريقيا أن 20 ناشطًا قد سُجنوا في ذلك الشهر بتهمة 'المشاركة في إعادة تأسيس منظمة «غير شرعية» (حزب التحرير)، وعقد اجتماعات غير مصرح بها، وتحضير مكان لعقد اجتماعات غير مصرح بها وفي حيازة منشورات تعتبر مخلة بالنظام العام.
في أعقاب الثورة التونسية وسقوط نظام زين العابدين بن علي، أطلق على حزب التحرير لقب «الجماعة الإسلامية المتشددة الرئيسية في الظهور». ونظم مؤتمرا نسائيا في تونس في مارس 2012. [424] في العاشر من مارس 2012، وهو أسبوع اليوم العالمي للمرأة، استضافت نساء حزب التحرير مؤتمرًا نسائيًا عالميًا تاريخيًا في تونس بعنوان «الخلافة: نموذج ساطع لحقوق المرأة ودورها السياسي». جمع المؤتمر ناشطات سياسيات وكاتبات وأكاديميات وصحفيات ومعلمات وقادة مجتمعيين وممثلات عن المنظمات النسائية وصانعات رأي من جميع أنحاء العالم لتقديم رؤية تفصيلية لما يقوم به نظام الخلافة للحكم على أساس الشرائع الإسلامية البحتة. المبادئ تعني مكانة المرأة وحقوقها وحياتها.

### تركيا
ابتدأ حزب التحرير نشاطه في تركيا في أواخر الخمسينيات من القرن المنصرم، وفي عام 1964، تم تأسيس ولاية لحزب التحرير في تركيا بقيادة أرجومنت أوزكان الذي كان ينشر جريدة اقتباس ذات التوجه الديني الواضح. على إثر ذلك، وبعد نشاط واسع للحزب في تركيا عام 1966 انسجاما مع نشاط واسع للحزب في سوريا والأردن والعراق حيث كاد يسقط الأنظمة فيها ويقيم دولة الخلافة على أنقاضها، أدرك النظام التركي الخطر المحدق به من قبل حزب التحرير فتم اعتقال أرجومنت أوزكان والعشرات من شباب الحزب من قبل السلطات التركية عام 1967، وعلى إثر ذلك تم حظر حزب التحرير في تركيا وتم تصنيفه ضمن التنظيمات التي تهدد وجود الجمهورية التركية العلمانية وتتابعت الاعتقالات في صفوف الحزب في السبعينيات والثمانينيات والتسعينيات على فترات متقطعة من القرن المنصرم، ولكن ومنذ أن وصل حزب العدالة والتنمية برئاسة إردوغان للحكم في تركيا اشتد عداء النظام التركي لحزب التحرير وأصبحت عمليات الاعتقال لشباب حزب التحرير تتصدر عناوين الصحف والأخبار بشكل دائم، لدرجة أن حكومة حزب العدالة والتنمية في عام 2005 صرحت على لسان وزير العدل فيها جميل شيشيك حيث أجاب شيشيك عقب اجتماع الوزراء عن أسئلة الصحفيين المتعلقة بعدم تدخل الشرطة ضد المظاهرة التي نظمها حزب التحرير، حيث قال شيشيك أنه خلال العام 2001-2002 تم إيقاف 253 شخص أعضاء في تنظيم حزب التحرير اعتقل منهم 127 عضواً. وعندما وصل حزب العدالة والتنمية إلى السلطة ارتفع هذا العدد. حيث صرح شيشيك أنه في عام 2003 تم إيقاف 138 عضواً وفي عام 2004 تم إيقاف 109 عضواً وفي عام 2005 تم إيقاف 160 شخصاً أي أنه تم إيقاف ما مجموعه 407 أشخاص بدعوى عضويتهم في تنظيم حزب التحرير اعتقل منهم 162 عضواً في ظل حكومة حزب العدالة والتنمية حتى سنة 2005 فقط.
وفي 24 يوليو / تموز 2009، ألقت الشرطة التركية القبض على ما يقرب من 200 شخص يشتبه في انتمائهم إلى حزب التحرير.
شاركت مجلة Köklü Değişim (التي يصدرها حزب التحرير في تركيا) في المعرض الدولي السادس للكتاب CNR في إسطنبول، تركيا في الفترة من 9 إلى 18 مارس 2019. تم تنظيم المعرض على مساحة 15000 متر مربع بمشاركة 200 مشارك محلي ودولي. في 10 مارس 2019، عقد العالم اللاهوتي عبد الله إمام أوغلو وموسى باي أوغلو حلقة نقاشية تحت عنوان «الأمة الإسلامية موعودة بالخلافة!»
عقد المؤتمر الرئيسي في مارس 2016 من قبل مجلة Köklü Değişim (التغيير الجذري)

### آسيا الوسطى
المقال الرئيسي: حزب التحرير في آسيا الوسطى
في آسيا الوسطى ، توسع الحزب منذ تفكك الاتحاد السوفيتي في أوائل التسعينيات من مجموعة صغيرة إلى «واحدة من أقوى المنظمات» العاملة في آسيا الوسطى. سميت المنطقة نفسها «ساحة المعركة الأساسية» للحزب. أوزبكستان هي «مركز» أنشطة حزب التحرير في آسيا الوسطى، بينما يقال إن مقره الرئيسي الآن في قيرغيزستان. تتراوح تقديرات حجم الحزب في آسيا الوسطى من 15000 إلى 100000.
حزب التحرير محظور في جميع أنحاء آسيا الوسطى، وقد اتُهم بنشاط إرهابي أو المساعدة في نشاط إرهابي. ومع ذلك، دحض الحزب هذه الاتهامات الباطلة بناءً على تهم ملفقة. حزب التحرير لا لبس في في موقفه بأن الإسلام ضد العنف ضد الأبرياء. كما حرم الإسلام إقامة الدولة الإسلامية بالعنف لأنها مخالفة لسيرة الرسول عليه الصلاة والسلام. اتُهمت حكومات آسيا الوسطى بتعذيب أعضاء حزب التحرير وانتهاك القانون الدولي في حملاتها ضد الجماعة.
«التركيز الأساسي» للحزب في آسيا الوسطى على «القضايا الاجتماعية والاقتصادية وحقوق الإنسان»، داعياً إلى «العدالة» ضد «هياكل الدولة الفاسدة والقمعية». ومن هناك يسعى إلى «توجيه» وسط آسيا نحو دعم إعادة الخلافة. ويشرك جميع الأشخاص من العاطلين عن العمل والمتقاعدين والطلاب والأمهات العازبات؛ «ممثلو هياكل السلطة المحلية»، الذين يمكنهم حماية خلايا الحزب من المراقبة والملاحقة القضائية؛ و«موظفو إنفاذ القانون» الذين يمكنهم «تسهيل الوصول إلى المعلومات الحساسة». يشارك جميع قطاعات المجتمع والخلفيات.
من بين العوامل المنسوبة إلى نجاح حزب التحرير في المنطقة «الفراغ» الديني والسياسي لمجتمع ما بعد الاتحاد السوفيتي هناك. التنظيم القوي للحزب، واستخدام اللغات المحلية؛ الإجابات التي يقدمها لمشاكل الفقر والبطالة والفساد وإدمان المخدرات والدعارة ونقص التعليم؛ دعوتها لتوحيد دول آسيا الوسطى. بدأ حزب التحرير لأول مرة في آسيا الوسطى في وادي فرغانة في أوزبكستان ومعظم أعضاء حزب التحرير في الاتحاد السوفيتي السابق هم من الأوزبك.
بالإضافة إلى الدول السوفيتية الخمس السابقة كازاخستان وقيرغيزستان وأوزبكستان وتركمانستان وطاجيكستان، فإن حزب التحرير ينشط أيضاً في جمهورية أفغانستان المجاورة، التي لم تكن أبدًا جزءًا من الاتحاد السوفيتي، ومقاطعة تركستان الشرقية ذات الأغلبية المسلمة في آسيا الوسطى.

### أفغانستان
حزب التحرير يدعم مسلمي أفغانستان من الاحتلال الأجنبي - ضد ما يسميه «عدو الإسلام والمسلمين ، أمريكا وبريطانيا، التي شنت حربا ظالمة على الشعب الأفغاني الفقير والأعزل ...».

### أذربيجان
يُعتقد أن لحزب التحرير عدة مئات من أعضائه في أذربيجان اعتبارًا من عام 2002. وقد تم اعتقال العشرات من أعضائه. (يعتبر الكثيرون أذربيجان من غرب آسيا وليس آسيا الوسطى ، ولكن مثل العديد من دول آسيا الوسطى تمتلك ثقافة تركية.)

### كازاخستان
تم حظر حزب التحرير في كازاخستان في عام 2005 ولديه عدد أقل بكثير من الأعضاء في كازاخستان مقارنة بالدول المجاورة - لا يزيد عن 300 عضو اعتبارًا من عام 2004.

### قيرغيزستان
تم حظر حزب التحرير في قيرغيزستان في أواخر عام 2004 تقريبًا ، ولكن في ذلك الوقت كان هناك ما يقدر بنحو 3000-5000 من أعضاء حزب التحرير هناك.
حتى وقت ما قبل عام 2004، كانت حكومة قيرغيزستان «الأكثر تسامحًا» من بين جميع أنظمة آسيا الوسطى تجاه حزب التحرير - مما سمح بتوزيع المنشورات - وتم نقل مقر الحزب في آسيا الوسطى إليها من أوزبكستان. ومع ذلك، زاد الحزب من حيث «الثقة والجرأة» وأعلن في أكتوبر 2004 أنه «أهم القوى المتطرفة» في قيرغيزستان.

### طاجيكستان
اعتبارًا من عام 2004، كان هناك ما يقدر بنحو 3000-5000 من أعضاء حزب التحرير في طاجيكستان.
لقي حوالي 60 ألف شخص مصرعهم في الحرب الأهلية في طاجيكستان من 1992 إلى 1997، حيث قاتل الإسلاميون والديمقراطيون الليبراليون ضد الحرس القديم السوفيتي ولا تزال الاضطرابات قائمة حتى عام 2016. يقع نشاط حزب التحرير في طاجيكستان بشكل أساسي في الشمال بالقرب من وادي فرغانة . في 2005، اعتقلت الحكومة الطاجيكية 99 من أعضاء حزب التحرير و 58 عضوًا في عام 2006. في 2007، أدانت المحاكم الطاجيكية عضوين من حزب التحرير وحكمت عليهما بالسجن 10 1/2 و 9 3/4 سنوات على التوالي. . العضوية في حزب التحرير غير قانونية والأعضاء عرضة للاعتقال والسجن.

### تركمانستان
اعتبارًا من عام 2004، لم يكن لحزب التحرير وجود «ملحوظ» في تركمانستان جزئيًا على الأقل بسبب الطبيعة البدوية للسكان، والجذور الإسلامية الضحلة نسبيًا في ثقافتهم، والقمع الشديد للحكومة. اعتبارًا من 2013 أفاد مجلس السياسة الخارجية الأمريكية أيضًا أن الإسلام السياسي بشكل عام قد أحرز تقدمًا ملحوظًا في تركمانستان.
أُطلق على أوزبكستان موقع «معركة المنافسة الأيديولوجية الرئيسية على مستقبل المنطقة». هي الدولة السوفيتية الأكثر اكتظاظًا بالسكان في آسيا الوسطى، وتمتلك «أكبر جيش وأكثرهم فاعلية» في المنطقة. باعتبارها «المركز الروحي والثقافي القديم» للمذهب الحنفي (المذهب) للإسلام السني، فهي أكثر تديناً من دول الاتحاد السوفيتي السابق الأخرى والمنطقة التي أقام فيها حزب التحرير أول مرة نشاطه في آسيا الوسطى «من أوائل إلى منتصف التسعينيات». اعتبارًا من أواخر عام 2004، كان لحزب التحرير أعضاء في أوزبكستان أكثر بكثير من الدول السوفيتية السابقة الأخرى، مع تقديرات تتراوح من 7000 إلى 60 ألفاً بحسب (المخابرات الغربية).
لقد هاجم حزب التحرير بقوة النظام السياسي الأوزبكي والرئيس القوي إسلام كريموف، باعتباره فاسدًا و«يهوديًا وقحًا وشريرًا يكره الإسلام». التفجيرات الإرهابية، خاصة في عام 1999 (قتل ستة عشر وجرح أكثر من 120) و2004 قتل 54 تم إلقاء اللوم فيها زوراً وبهتاناً على حزب التحرير من قبل الحكومة وأدت إلى حملة قمع وحشية.
تعرضت حكومة أوزبكستان لانتقادات من مراقبي حقوق الإنسان بسبب احتجاز أعضاء حزب التحرير (من بين إسلاميين آخرين) دون تهمة أو محاكمة لفترات طويلة، وتعذيبهم وإخضاعهم لمحاكمات جائرة، وسجن الآلاف بسبب أنشطة صغيرة. ومع ذلك، فقد تم اتهام حزب التحرير أيضًا بإجراء «حملة علاقات عامة ودعاية رائعة» والتي شكلت المعركة بين حزب التحرير وحكومة كريموف على أنها معركة بين جماعة دينية سلمية تشارك في «معركة الأفكار»، وحكومة تقمع الدين بالتعذيب والأعمال الوحشية لنظام استبدادي لمحاربة أيديولوجية راديكالية وأنشطة مناهضة للدستور.
تقرير عن القتل الوحشي لمسلم كما ذكره حزب التحرير بتاريخ 05/12/2015 «استشهد في سجن (أو يا 64/51) الواقع في مدينة كوسان من منطقة كوشكاندرين الشاب آن يفجيني من مواليد عام 1977، وهو كوري الأصل وأحد سكان مدينة طشقند. قبل الاعتقال والمحاكمة كان يفجيني شخصاً عاديا من أهل أوزبيكستان، وكمعظم أقرانه من الكوريين الأصل لم يكن مؤمنا بالله، حيث عاش حياته بلا غاية، وبدون هدف أيضا مارس الإجرام، فاعتقل بسبب تعاطي المخدرات والتجارة بها. في السجن تعرف يفجيني إلى شباب حزب التحرير الذين شرحوا له مبدأ الإسلام عقيدة ونظاماً للحياة. فشرح الله صدره للإيمان فانتقل بهداية الله وتوفيقه من ظلمات الكفر إلى نور الإسلام؛ إذ تغلغل الإيمان في شغاف قلبه فأصبح أحد حراس الإسلام الأمينين، والتحق بركب حملة الدعوة، ولم تتمكن قضبان السجن السميكة من قمع ثورة الإيمان التي اشتعلت في قلبه. تفاجأت إدارة السجن عندما علمت أن السجين الكوري يفجيني قد اعتنق الإسلام وأصبح يدعو لاستئناف الحياة الإسلامية وإقامة الخلافة الراشدة على منهاج النبوة، فبدأ الحراس بتعذيبه، وبشتى الطرق حاولوا ثنيه عن الإسلام وإرجاعه إلى الإلحاد، ولكنه ثبت على موقفه بقوة، بل ازداد تصميما على طاعة الله وعزما في طاعته وصبرا على ما أصابه من بلوى التعذيب فوق بلاء السجن. في 08/10/2015 قام الحراس بوضع يفجيني في مهجع آخر حيث كان بانتظاره أعوان القائد المجرم (خيلولا)، فقام هؤلاء المجرمون بضرب الأخ يفجيني بقوة همجية وحشية أفضت إلى استشهاده (نحسبه كذلك والله حسيبه).».

### الصين
اعتبارًا من عام 2008، كان ظهور حزب التحرير «ظاهرة حديثة» في منطقة تركستان الشرقية المتمتعة بالحكم الذاتي في البر الرئيسي للصين. وفقًا لنيكولاس بيكيلين من منظمة هيومن رايتس ووتش، فإن نفوذ الحزب كان «محدودًا» في جنوب تركستان الشرقية، ولكن «يبدو أنه يتزايد». تتمثل إحدى عقبات الحزب هناك في أن معظم نشطاء الإيغور يسعون إلى السيادة على تركستان الشرقية بدلاً من الاتحاد في الخلافة. كما هو الحال في أجزاء أخرى من آسيا الوسطى، تم تصنيف الحزب على أنه «إرهابي» من قبل الحكومة وهو محظور.

### جنوب وجنوب شرق آسيا

#### إندونيسيا
كان حزب التحرير يعمل علانية في إندونيسيا. أُطلق على إندونيسيا لقب «أقوى قاعدة» للحزب، حيث تظاهر في أغسطس/ آب 2007 أكثر من مائة ألف شخص لدعم الخلافة في ملعب جيلورا بونج كارنو في جاكرتا. كما أقاموا مسيرات الخلافة في العديد من المدن في جميع أنحاء البلاد، مثل ملعب جيلورا 10 نوفمبر في سورابايا في عام 2013.
ظهر الحزب في إندونيسيا عام 1983 على يد أردني لبناني يدعى عبد الرحمن البغدادي. اعتبارا من عام 2004 كان المتحدث باسم الحزب هناك محمد إسماعيل يوسانتو. بدأت كحركة تحت الأرض في الحرم الجامعي واعتبارًا من عام 2004 ظلت «مقرها إلى حد كبير في الحرم الجامعي» مع «التجمعات والاجتماعات ذات الحضور الجيد دون قيود حكومية».
في 14 يناير 2016، شن أربعة مسلحين هجومًا بالقنابل والأسلحة النارية في جاكرتا حيث قتل ثمانية أشخاص (بما في ذلك المهاجمون الأربعة). ذكرت الشرطة الإندونيسية أن باهرون نعيم هو المنظم الرئيسي للهجوم. كان بحرون إندونيسيًا ولكنه يقيم في سوريا مع تنظيم «الدولة الإسلامية»، ولكن قبل ذلك «درس مع حزب التحرير». صرح المتحدث باسم حزب التحرير في إندونيسيا، محمد إسماعيل يوسانتو، أن بحرون طُرد من حزب التحرير عندما اكتشف أنه «يخفي سلاحًا سراً».
في 8 مايو 2017، أعلنت الحكومة الإندونيسية عن خطط لحل حزب التحرير داخل إندونيسيا، لأنه يتعارض مع الأساس التشريعي الإندونيسي لـPancasila، وهي أيديولوجية تقوم على ديمقراطية متعددة الأديان. في يوليو 2017، حظرت الحكومة الإندونيسية حزب التحرير رسميًا وألغت الوضع القانوني له.

#### بنغلاديش
انطلق الحزب رسميًا في بنغلاديش عام 2000، وحظرته الحكومة عام 2009 بزعم «تورطه في أنشطة مسلحة». لم يتم إثبات هذا الادعاء رسميًا ولم يتم توثيقه. لم يتم إثبات صحة هذه الادعاءات مطلقًا، حيث تعمل هذه الادعاءات كرادع لصد المتعاطفين مع حزب التحرير وأنصاره. ولدى الحزب «أعضاء ومتعاطفون في الإدارة وأجهزة أمنية مختلفة ومعاهد تعليم عالي ومساجد ومدارس»، كما ينشط في «أنشطة على الإنترنت وخارجها» مثل المواقع الإلكترونية والفيسبوك بحسب محمد جميل خان.
اعتبارًا من عام 2008، كان يُعتقد أن مسؤول حزب التحرير في بنغلاديش هو البريطاني زيتوزمان هوك، الذي يعترف حزب التحرير بأنه عضو في الحزب. هوك يحاضر في جامعة مستقلة في بنغلاديش.
في 19 يناير 2012، أشار جيش بنغلاديش إلى تورط حزب التحرير في انقلاب فاشل تم التخطيط له في ديسمبر 2011 للإطاحة بالحكومة. في 23 يناير/ كانون الثاني 2012، اعتقلت كتيبة العمل السريع (RAB) الدكتور غلام حيدر رسول، الطبيب في مستشفى دكا المتحد لصلته بالحزب.

#### باكستان
في باكستان، تم إطلاق أنشطة حزب التحرير رسميًا في أواخر عام 2000 وازدادت بعد الحادي عشر من سبتمبر. افتتح حزب التحرير دار نشر خاصة به في بيشاور لصالح دول آسيا الوسطى الواقعة في الشمال الغربي. ووفقًا لزيون باران، فإن جهود الحزب لإعادة إنشاء الخلافة في آسيا الوسطى «تلقى دعمًا من الجماعات المتطرفة». حظر الرئيس الباكستاني الجنرال مشرف حزب التحرير في عام 2004. معلناً: «الجيش الباكستاني: لماذا أنتم صامتون؟» تم رفع الحظر في عام 2005.
وفقًا لـ«مسؤول رفيع في إدارة أوباما» قابله الصحفي سيمور هيرش في عام 2009، «اخترق حزب التحرير الجيش الباكستاني ولديه الآن خلايا في الجيش». تقارير هيرش أن الجيش الباكستاني ينفي ذلك. حول أنشطة حزب التحرير في باكستان والقمع السياسي اللاحق قال مولتان بنش بمحكمة لاهور العليا في مارس 2005: «أظهر حزب التحرير عدم رضاه عن سياسات الحكومة [الباكستانية] التي هي حق لكل مواطن ... لا أستطيع أن أفهم كيف سمي توزيع هذه الكتيبات على عامة الناس بالإرهاب أو الطائفية». في 17 أكتوبر 2009، على سبيل المثال، تم القبض على 35 من أعضاء حزب التحرير وأنصاره، بما في ذلك المسؤولين الرئيسيين وعالم نووي، في إسلام أباد بموجب قانون مكافحة الإرهاب.
كتب الكاتب الباكستاني أحمد رشيد في الجهاد: صعود الإسلام المتشدد في آسيا الوسطى، أن هناك «روابط وتعاون قوي بين الرتبة والملف» في حزب التحرير والحركة الإسلامية لأوزبكستان خاصة عندما يكونون من نفس القرية. أو بلدة. ومع ذلك، وفقًا لما ذكره جان فرانسوا ماير من وزارة الخارجية الفيدرالية السويسرية، فإن التلميح إلى «أن الحزب سوف يتحول إلى العنف وله روابط مع الحركة الإسلامية الدولية» غير دقيق؛ التعليقات المنسوبة للعضو «تناقض أفكار الحزب». أفاد ممثلو حزب التحرير أنهم حاولوا مرارًا الاتصال بأحمد راشد للإفصاح عن آرائهم، لكنهم قالوا إنهم لم ينجحوا. إنهم يفكرون حتى في كتابة دحض لكتابه.
في أغسطس 2012، أدين عميد وثلاثة ضباط في الجيش الباكستاني لكونهم أعضاء في حزب التحرير (منظمة محظورة)، وهي المرة الأولى التي يُدان فيها كبار ضباط الجيش في باكستان وسجنهم بسبب ارتباطهم بمنظمات محظورة. يُزعم أن الضباط حاولوا تجنيد ضباط في مجموعتهم "بما في ذلك قائد اللواء 111 بالجيش، والذي يغطي العاصمة ويرتبط تاريخياً بانقلابات الجيش". يصف تاجي فاروقي حزب التحرير بأنه "يعمل علانية على الرغم من حظره عام 2003. في أوائل عام 2016، أبلغت Dawn عن حملة على حزب التحرير.
في 11 مايو 2012 اختطف المهندس نفيد بوت الناطق الرسمي باسم حزب التحرير في باكستان على يد مسؤولي الأمن الحكوميين أمام عائلته وجيرانه وحُبس في زنزانات الوكالات السرية من قبل نظام كياني زرداري السابق؛ مكانه لا يزال مجهولا. نفيد بوت البالغ من العمر 52 عامًا، وهو أب لأربعة أبناء، هو ابن مخلص وجدير بثناء الأمة الإسلامية. إنه سياسي مبدئي من هذه الطبقة بحيث يمكنه بسهولة تحمل مسؤولية الحكم في أي منصب، بعد إعادة الخلافة. هو من عائلة كشميرية نبيلة مقيمة في إسلام أباد. حصل على القبول في جامعة الهندسة والتكنولوجيا الشهيرة (UET) لاهور. كان تألقه لدرجة أنه تم نقله إلى جامعة إلينوي في الولايات المتحدة، حيث أكمل تخرجه. كان يعمل في القطاع الخاص في الولايات المتحدة، عندما قرر العودة إلى باكستان ليكون جزءًا من النضال العالمي لإعادة الخلافة على منهاج النبوة في بلاد المسلمين، تاركًا وراءه عن طيب خاطر حياة فاخرة يواجهها غضب الطغاة. فضح بلا كلل خيانة الحكام للإسلام والمسلمين وعبوديتهم للولايات المتحدة، من خلال كتابة مئات البيانات الصحفية وعشرات الأعمدة ومخاطبة العشرات من المؤتمرات الصحفية والندوات والمؤتمرات، ولقاء الآلاف من أصحاب النفوذ، على مدار العام. مسار نضاله. سافر إلى جميع أنحاء باكستان لتنوير الناس بوجوب إعادة الخلافة وتفاصيل هيكلها. خلال نضاله السياسي والفكري.
تشمل المنشورات المتعلقة نفيد بوت كلمات الحقيقة: كفاح نفيد بوت، المتحدث باسم حزب التحرير في باكستان، ضد الحكم الأمريكي (2013 م)؛ أطلقوا سراح نفيد بوت (2013م)
نظم حزب التحرير في باكستان مؤتمرا بعنوان «حان وقت التغيير» حضره أكثر من ألف شخص من الرجال والنساء.

### الدول الغربية
في الدول الغربية، يعمل حزب التحرير على إزالة المفاهيم الخاطئة عن الإسلام والمسلمين، وكشف القذف ضد أحكام الشريعة، وتوضيح ما يمثله الإسلام، كما يدعو المسلمين إلى الالتزام بأحكام الإسلام والحفاظ على هويتهم وقيمهم الإسلامية، وعدم السماح لعلمنة أفكارهم، ويدعو إلى الدفاع عن حقوقهم في ممارسة الإسلام في الدول الغربية. كما يفضح حزب التحرير مغالطات وفساد القوانين الوضعية للرأسمالية ومصالحها التي تخدمها ويظهر أن الإسلام كنظام حكم هو بديل للمسلمين وغير المسلمين، فالإسلام يحافظ على كرامة الإنسان ويوفر أعلى مستويات الرعاية والمعيشة لرعاياه.
في ألمانيا والدنمارك، أدى «عداء حزب التحرير للمؤسسات الديمقراطية ورفضه الاعتراف بحق إسرائيل في الوجود إلى مشاكل قانونية» بحسب جان بيير فيليو. في فرنسا وإسبانيا، اعتبارًا من عام 2008، كانت خلايا حزب التحرير غير قانونية وكانت السلطات تُبقي الحزب تحت المراقبة الدقيقة.

#### أستراليا
المقال الرئيسي:
شارك حزب التحرير في عدد من الخلافات في أستراليا، لكنه كان «ذكيًا في معرفة كيف يكون شائنًا بما يكفي لجذب انتباه وسائل الإعلام ولكن لا يتم القبض عليه»، وفقًا لأحد المراقبين (جريج بارتون). يدعي مراقب آخر عرفان يوسف أن حزب التحرير والسياسيين المناهضين للهجرة «يغذون هستيريا بعضهم البعض».
في عام 2005، حقق جهاز المخابرات الأسترالي في إمكانية حظر حزب التحرير لكنه «خلص إلى أن هناك حاجة إلى تشريع جديد». في عام 2007، حاول رئيس وزراء ولاية نيو ساوث ويلز حظر حزب التحرير لكن المدعي العام الأسترالي منعه.
وفقًا لصحيفة الديلي تلغراف، يضم حزب التحرير أكثر من 300 عضو في أستراليا. وفقًا للصحافية أليسون بيفيج، (التي رفعت دعوى قضائية ضد حزب التحرير بعد صعوبة كبيرة بسبب التمييز بعد إخبارها بالجلوس في الجزء الخلفي من الغرفة أو مغادرة اجتماع حزب التحرير في عام 2015)، فإن حزب التحرير في أستراليا ليس منظمة مسجلة قانونًا. وبما أن التنظيم لن يكشف عن قيادته، فإن «الوجه العام الوحيد» لحزب التحرير في أستراليا هم «المتحدثون الإعلاميون».

#### بريطانيا
المقال الرئيسي: حزب التحرير البريطاني
حزب التحرير قانوني في بريطانيا، في عام 2005، وصفت وزارة الداخلية للحكومة الإنجليزية حزب التحرير بأنه «جماعة إسلامية راديكالية غير عنيفة حتى الآن» والتي «تحمل آراء معادية لليهود ومعادية للغرب ومعادية للمثليين».
على الرغم من تهديد حزب التحرير بالحظر مرتين في أعقاب تفجيرات 7/7 من الحكومة مباشرة، وأثناء الانتخابات العامة لعام 2010 من حزب المحافظين - ومع القائمة السوداء من موجات الأثير والجامعات في خطة حزب المحافظين الأخرى لعام 2015 - اعتبارًا من عام 2016 لا يزال قانونيًا في بريطانيا.
تشمل الحملات العامة التي يقوم بها حزب التحرير في بريطانيا:
•	"الوقوف مع الإسلام" ردًا على الهجمات المستمرة المزعومة على الشرائع والقيم والمعتقدات الإسلامية" وفي معارضة الإجراءات الحكومية لمكافحة الإرهاب وبرامج مكافحة التطرف
•	SREIslamic - حملة ضد عناصر منهج التربية الجنسية والعلاقات (SRE) في المدارس الابتدائية.
ووصف الحزب نفسه بأنه «يركز على توجيه المسلمين لتقديم مساهمة إيجابية في المجتمع مع الحفاظ على هويتهم الإسلامية». كما هو الحال في البلدان الأخرى، يدعو حزب التحرير إلى أن إعادة الخلافة فرض على المسلمين، أن الدول الغربية تشن حربًا على الإسلام، وهذا الشعور الوطني أو الاندماج في دولة/ مجتمع غير إسلامي حرام في الإسلام. في مقطع فيديو ترويجي، قال ممثل الحزب:
أعتقد أن المسلمين في هذا البلد بحاجة إلى إلقاء نظرة طويلة وفاحصة على أنفسهم وتحديد هويتهم. هل هم بريطانيون أم مسلمون؟ أنا مسلم. المكان الذي أعيش فيه لا علاقة له بالموضوع.
يعمل الحزب بين غير المسلمين على توضيح قضية البلاد الإسلامية، بما في ذلك دولة الخلافة، (ما يعتقده حزب التحرير) النظام السياسي والفكري للإسلام.
ومع ذلك، يشكو النقاد مثل حورية أحمد وهانا ستيوارت من أن حزب التحرير في بريطانيا منخرط في محاولة «لتليين» صورته و«إخفاء دعمه» للجهاد العنيف والمشاعر المعادية لليهود. لم يتم إثبات هذا الادعاء رسميًا ولم يتم توثيقه على الإطلاق.

## علاقته بالجماعات الإسلامية الأخرى
بين حزب التحرير في البيان الصحفي الذي أصدره بتاريخ 22-03-2013 تحت عنوان: تنبيه وتوضيح - حزب التحرير هو حزب سياسي قائم بذاته لا يمثل أحداً ولا يمثله أحد! أننا في حزب التحرير لا نرتبط بأي جماعة مهما كانت، وليس لنا علاقات تنظيمية مع أي منها، ولا يوجد للحزب فروع أو أجنحة أو منظمات أخرى مغايرة. فالحزب دوماً يعمل باسمه الصريح فقط، وليس من منهجنا التستر وراء أسماء أو واجهات أخرى.
وفي موضع آخر من البيان ذكر: أما موقف الحزب تجاه الجماعات الإسلامية فهو التواصل معها والتناصح في سبيل العمل لإقامة دولة الخلافة طالما أنها تلتزم في مناهجها بالعقيدة الإسلامية وأحكام الشريعة. ولقد سبق للحزب أن اتخذ مواقف عدة في مناصرة إخوانه المسلمين من الحركات الإسلامية فيما تعرضوا له من مظالم الأنظمة الجائرة، برغم التباين الفكري أو اختلاف الاجتهاد في بعض القضايا. ومن ذهب منها في تأويل وتسويغ المفاهيم الضالة بذلنا له النصح الخالص راجين له السداد في القول والعمل.

### علاقته بجماعة الإخوان المسلمين
يختلف حزب التحرير عن الإخوان المسلمين في دعوته للعمل لإستئناف الحياة الإسلامية (الخلافة الإسلامية)، فحزب التحرير يصر علي رفض الإصلاح التدريجي لإقامة الخلافة الإسلامية، ويرى أن التغيير يكون إنقلابي شامل لان تلك الأنظمة القائمة في البلاد الإسلامية لا يمكن ترميمها ولا إصلاحها من الداخل، لأنها أنظمة أصلها فاسد وبذرتها فاسدة، وإن هذه الأنظمة والكيانات لا بد من التعامل معها على أنها كيانات استعمار وترسيخ للفرقة والتقسيم والفساد والإفساد، ويجب التعامل معها على أنهم دمى في يد الاستعمار، وأنهم يتحكمون بالبلاد والعباد من خلالهم وبمساعدتهم. وأنه لا يمكن أن يكون هناك تغيير حقيقي إلا بالخلاص من هذه المنظومة كاملة. كما أن حزب التحرير لا يعترف بالحدود الوطنية ولا حتى كحل مرحلي على طريق إنشاء الخلافة الإسلامية كما ترى ذلك جماعات إسلامية أخرى مثل الإخوان المسلمين.

### علاقته بتنظيم الدولة الإسلامية
حزب التحرير قد وضّح موقفه الفعلي تجاه تنظيم الدولة الإسلامية الغامض، منذ ظهور هذا التنظيم في الشرق الأوسط في عام 2014، واصفاً إياه أنه بأفعاله المريبة وجرائمه يسيء للإسلام والمسلمين ويخدم أعداءه، واليوم أصبحت هذه الحقيقة على ما يبدو واضحة للعالم بأسره.
ومما جاء في جواب سؤال أصدره أمير حزب التحرير عطاء بن خليل أبو الرشتة بتاريخ 2014/7/1م حول إعلان التنظيم إقامة الخلافة:
إن الإعلان الذي تمّ هو لغو لا يقدم ولا يؤخر في واقع تنظيم الدولة، فالتنظيم هو حركة مسلحة قبل الإعلان وبعد الإعلان، شأنه شأن باقي الحركات المسلحة تتقاتل فيما بينها ومع الأنظمة دون أن تبسط أي من هذه الفصائل سلطاناً على سوريا أو على العراق أو على كليهما، ولو كانت أي من هذه الفصائل ومنها تنظيم الدولة، لو كانت تبسط سلطانها على أي منطقة ذات شأن فيها مقومات الدولة وأعلنت إقامة الخلافة وتطبيق الإسلام لكانت تستحق البحث ليُرى إن كانت الخلافة التي أقيمت هي وفق الأحكام الشرعية، فعندها تُتَّبع، وذلك لأن إقامة الخلافة فرض على المسلمين وليست فرضا على حزب التحرير فحسب، فمن أقامها بحقها يُتَّبع... أما والأمر ليس كذلك، بل جميعها فصائل مسلحة «مليشيات» ومنها التنظيم، لا مقومات دولة ولا سلطان على الأرض ولا أمن وأمان، فإن إعلان التنظيم بإقامة الخلافة هو لغو لا يستحق الوقوف عنده للبحث في واقعه فهو ظاهر للعيان...
وفي تحقيق صحفي أجرته صحيفة السياسة الكويتية بتاريخ 2014/08/05 تحت عنوان: (نرفض ”خلافة“ مواقع التواصل الاجتماعي) جاء فيه:
رفضت جماعة حزب التحرير في الكويت إعلان تنظيم «داعش» إقامة دولة الخلافة الإسلامية مؤكدين أن حزب التحرير وإن كان ينادي بدولة الخلافة الإسلامية ولكن ما تقوم به «داعش» يعتبر لغوا لا واقع له على الأرض.
واشاروا في التحقيق ذاته الذي أجرته «صحيفة السياسة» إلى أن أمريكا وحلفاءها وأتباعها ينفخون جميعا في نار الفتنة في العراق، لتمزيق البلد إلى ثلاثة أقاليم: الأكراد والسنة والشيعة، والأطراف المتنازعة تسير من حيث تعلم أو لا تعلم، في هذا المشروع الرهيب، مؤكدين أن الخلافة ليست مجرد إعلان دولة لا سلطان لها على الأرض ولا مقومات للدولة فيها، إنما تتمثل في كيان له سلطان وتمكين حقيقي على الأرض، وهذا ما لم يوفره إعلان تنظيم الدولة الإسلامية «داعش».
ومما جاء في التحقيق الصحفي أبضا: يقول عضو حزب التحرير علي العبد الله: نحن نرفض مزاعم «داعش» بشأن إعلان دولة الخلافة الإسلامية ولهذا أصدر حزب التحرير بلسان الشيخ عطاء بن خليل أبو الرشتة بيانا يعتبر فيه أن إعلان تنظيم الدولة الإسلامية في العراق والشام، والمعروف إعلاميا بـ «داعش» للخلافة، لغو لا واقع له على الأرض.
وقد نعى حزب التحرير في بيان صحفي بتاريخ 18 تشرين الثاني/نوفمبر 2014م أحد شبابه البارزين في سوريا مصطفى خيال (أبو بكر) على يد تنظيم الدولة، ومما جاء في البيان:
لقد قتلت تلك العصابة الشهيد مصطفى لأنه جهر أمامهم بكلمة الحق، وصدع في وجههم بأنهم ليسوا على هدى، ونصحهم لتكفير ذنوبهم بالإقلاع عن جرائمهم ضد المسلمين، فثقل عليهم أن يسمعوا كلمة الحق، وكانت عليهم أحدَّ من السيف فقتلوه، وباءوا بغضب من الله ورسوله والمؤمنين... لقد قتلوه، وقتلوا كثيرا قبله، ولا زالوا يقتلون الأنفس الزكية كما فعل الحكام الظلمة، بل إن جريمة هذا التنظيم أكبر، فالحكام الظلمة كانوا يقتلون حملة الدعوة باسم العلمانية، وهؤلاء يقتلون حملة الدعوة باسم الخلافة تشويهاً لها... ففرح الغرب وعلى رأسه أمريكا أنْ وجدوا مَنْ يكفيهم تشويه الخلافة وقتل دعاتها، وكل ذلك باسم الإسلام، عدواناً عليه ﴿قَاتَلَهُمُ اللَّهُ أَنَّى يُؤْفَكُونَ﴾.

## مركز نيكسون وحزب التحرير
أجرى مركز نيكسون عدة دراسات حول حزب التحرير، ومن هذه الدراسات ما قدمته (زينو باران) مديرة قسم الأمن الدولي وبرامج الطاقة في مركز نيسكون خلال شهادتها أمام اللجنة المصغَّرة (حول الإرهاب والتهديدات والقدرات)، وهي اللجنة المتفرعة عن لجنة الخدمات العسكرية في الكونغرس الأميركي. وكان المقرر أن تلقيه خلال شهادتها أمام اللجنة في 16/2/2006 لكنها أجلت إلى 14/3/2006 حيث قدمتها أمام اللجنة المذكورة.
وقد خاطبت الكونغرس مذكرة إياه على حد تعبيرها (بأن حزب التحرير يشكل مجموعة من التهديدات للمصالح الأميركية، وهو يساهم في خلق تمايز وانفصال بين الغرب والمسلمين، ويسهم في بث روح العداء لأميركا والسامية ومناهضة الديمقراطية الرأسمالية بقوة).
وتضيف محذرةً الكونغرس، من أن هذا الحزب هو (الحزب الوحيد الذي يتحدث عن الأمة والخلافة بمفهوم جامع لكل الأمة، وليس في الدولة أو الدول التي يدعو فيها مثل الجماعات الأخرى. وأن أعظم خطر يمثله حزب التحرير هو أثر إيديولوجيته في هيكلة المجتمع المسلم الدولي، مما يسمح له بإيصال رسالة موحدة إلى جميع الدول التي يعمل فيها).
وتضيف أيضاً أن حزب التحرير قد أحرز (تقدماً جدياً واسع الانتشار وخطيراً باعتباره ”المقاتل الرئيسي“ في حرب الأفكار).
فإذا نجح حزب التحرير يوماً بالسيطرة على دولة معينة، فستكون النتيجة كارثية لتلك الدولة وللمصالح الأميركية بشكل عام.

## تشدد ورجعية
يُتهم حزب التحرير بالتشدد في مواقفه، فلا يقبل الحل الوسط بين الإسلام والعلمانية، ولا يرضى بأنصاف الحلول لتغيير واقع المسلمين، ولا يقبل أن يُرقّع الواقع الفاسد فيطول عمره، وتتأخر نهضة المسلمين. وكثير من التيارات المعتدلة - حسب التصنيف الأمريكي - تتهم الحزب بالتطرف، وبطلب المستحيل، ذلك أن معارضيه من التيار العلماني يعتبرون أن الخلافة الإسلامية كانت لها ظروف مخالفة لما نعيشه اليوم، وأن للعصر ظروفه الخاصة. بينما يرى الحزب أن التشريعات الإسلامية ونظام الخلافة صالح لكل العصور باعتبار الإسلام جاء لكل زمان ومكان، وأن الله أنزل القرآن ليقوم الناس بالقسط وفقا لمنهجه وشريعته، وأن شقاء المسلمين اليوم إنما هو ناتج عن غياب تطبيق الإسلام فيهم، فيصف خصوم الحزب كالجيش التركي في 2007 مثلا الفكر الأصولي للحزب بالرجعي.

## انتقادات أخرى (تنظير أم إرهاب؟؟)
تتضارب الانتقادات لحزب التحرير بسبب موقفه في رفضه القاطع لما يسميه الأعمال المادية ورفضه لفكرة الثورات والأعمال المسلحة. حيث يتهمه الكثير من الإسلاميين والعلمانيين بأنه حزب تنظير يكتفي بالكلام ويريد أن يغير واقع المسلمين بمجرد التنظير، وفي المقابل يرفض الكثيرون من المتطرفين نظرة الحزب إلى أنه لا تجوز المجابهة المسلحة مع الأنظمة باعتبارها ليست طريق رسول الإسلام ويتهمونه بأنه يعطل الجهاد، ويكتفي بالانتظار لقدوم الخليفة.
ويبين الحزب للطرفين بأن إقامة الخلافة ليست انتظارا وإنما هي أعمال مخصوصة يصل فيها الليل بالنهار، وأن الأفكار التي زرعها في الأمة قد آتت أكلها بتحويل الرأي العام في العالم الإسلامي لصالح إقامة الدولة الإسلامية، ففي نتائج استطلاع آراء مجموعة من رعايا البلاد الإسلامية الذي نفذته منظمة «غالوب» لاستطلاعات الرأي، ضمن مشروعها العالمي في استطلاع آراء العالم - ومنها آراء المسلمين - والمنشورة على موقع مركز «غالوب» لاستطلاع الرأي العام في 25/7/2008
| الخصال موضع السؤال                     | نسبة الإيرانيين الموافقين أن الشريعة تحقق تلك الخصال | نسبة المصريين الموافقين أن الشريعة تحقق تلك الخصال | نسبة الأتراك الموافقين أن الشريعة تحقق تلك الخصال |
| -------------------------------------- | ---------------------------------------------------- | -------------------------------------------------- | ------------------------------------------------- |
| تحقيق العدالة للمرأة                   | 76%                                                  | 97%                                                | 69%                                               |
| تحد من سلطات الحاكم                    | 46                                                   | 49                                                 | 23                                                |
| تحمي الأقليات                          | 65                                                   | 85                                                 | 51                                                |
| تحفظ حقوق الإنسان                      | 76                                                   | 97                                                 | 62                                                |
| تخفض مستوى الجريمة                     | 76                                                   | 94                                                 | 68                                                |
| تخفض من الفساد                         | 77                                                   | لم يشمل                                            | 70                                                |
| تجلب العدالة الاقتصادية                | 78                                                   | 94                                                 | 55                                                |
| تجلب قضاء عادلا                        | 80                                                   | 96                                                 | 63                                                |
| تجلب ازدهارا علميا                     | 59                                                   | 96                                                 | 52                                                |
| تسمح للناس أن يقولوا كلمتهم في حكومتهم | 61                                                   | لم يشمل                                            | 53                                                |

64% من المصريين المستطلعة آراؤهم رأوا أن تكون الشريعة هي المصدر الوحيد للتشريع،
وفي استطلاع في 10 كانون الأول/ديسمبر 2007، شمل بلدانا مثل إندونيسيا، وباكستان وتركيا وإيران ومصر، وجدنا النتائج التالية:
| الخصال موضع السؤال               | الأتراك | المصريون | الإيرانيون | إندونيسيا | باكستان |
| -------------------------------- | ------- | -------- | ---------- | --------- | ------- |
| الشريعة مصدرا من مصادر التشريعات | 28      | 25       | 62         | 51        | 25      |
| الشريعة المصدر الوحيد للتشريع    | 8       | 64       | 13         | 13        | 52      |
| الشريعة ليست من مصادر التشريع    | 41      | 2        | 12         | 8         | 5       |

وفي استطلاع بتاريخ 8 آذار/مارس 2008 نجد النتائج التالية: الغالبية العظمى من المستطلعة آراؤهم رفضوا أخذ النموذج الديمقراطي الغربي، وإنما رأوا نموذجا «ديمقراطيا منبثقا من الإسلام»، لا من القيم الغربية، ثم حين تم الاستطلاع حول الشريعة كمصدر وحيد للتشريع، وجدت النسب التالية: 54% من الرجال و55% من النساء في الأردن، 70% من الرجال و62% من النساء في مصر، في إيران 12% من الرجال و14% من النساء، في إندونيسيا 14% من الرجال و14% من النساء.
وفي مسح مركز أبحاث بيو 2013
وجد هذا الاستطلاع أن الأغلبية الساحقة في العديد من البلاد الإسلامية أيدت حقيقة أن الشريعة يجب أن تكون القانون الرسمي لبلادهم:
| أفغانستان          | 99% |
| باكستان            | 84% |
| بنغلاديش           | 82% |
| ماليزيا            | 86% |
| إندونيسيا          | 72% |
| النيجر             | 86% |
| جيبوتي             | 82% |
| نيجيريا            | 72% |
| العراق             | 91% |
| المناطق الفلسطينية | 89% |

وفي مسح مركز بيو عام 2017
في استطلاع للرأي أجراه المركز في عام 2017 حيث أجرى مقابلات مع المسلمين في 39 دولة مختلفة، مع التركيز على ما إذا كان المسلمون يريدون قانون الشريعة ليكون القانون الرسمي في بلدهم. وكانت النتائج في استطلاع عام 2013 المذكور أعلاه كالآتي:
| المسلمين الذين تمت مقابلتهم في أفغانستان قالوا نعم | 99% |
| العراق                                             | 91% |
| باكستان                                            | 84% |

هذه النسب جاءت بعد مسيرة الحزب في إحياء فكرة الخلافة على مدار عقود تحول فيها فكر العالم الإسلامي من أفكار قومية ووطنية واشتراكية وعلمانية إلى أن اكتسحت الأفكار الإسلامية العالم الإسلامي.
في ذات الوقت يزداد اهتمام الدول الغربية ومخابراتها بهذا الحزب الإسلامي، والذي وُصف أكثر من مره بأنه إرهابي، رغم أن السلطات الأمنية الغربية لم تجد دليلاً مباشرًا لارتباطه بالإرهاب يسمح بحظره، إلا أن تصريحات السياسيين في الغرب تشير أكثر من مره إلى كونه - ولو كان غير ضالعٍ بشكل مباشر في الإرهاب - إلا أن فكره المتشدد يخلق جواً مواتياً للكراهية والعنف، ويضعونه دائمًا ضمن قائمة المنظمات «تحت الرقابة». أما في ألمانيا وبسبب الوضعية القانونية التي تسمح بمنع كل من يُعادي السامية فقد تم منع الحزب بحجة إضراره بفكرة تفاهم الشعوب لأنه يؤمن بوجوب إزالة دولة (إسرائيل). أما في أوزبكستان فإنه تم توجيه أصابع الاتهام للحزب علانية بضلوعه في أعمالٍ إرهابية برغم نفي الحزب المتكرر لمثل هذا التورط، وأثارت الهجمة الشرسة التي قادها النظام الأوزبكي انتقادات شديدة لجماعات حقوق الإنسان مثل هيومن رايتس ووتش (بالإنجليزية: Human Rights Watch) والتي اعتبرت ذلك يدخل في محاولة «خلق أعداء للدولة».

## الناطقون الرسميون لحزب التحرير وإعلاميوه
لحزب التحرير العديد من المكاتب الإعلامية، والناطقين باسم الحزب:
1. المهندس صلاح الدين عضاضة (مدير المكتب الإعلامي المركزي)
2. الأستاذ أحمد القصص (عضو المكتب الإعلامي المركزي)
3. المهندس باهر صالح (عضو المكتب الإعلامي المركزي)
4. الدكتورة نسرين نواز (مديرة القسم النسائي في المكتب الإعلامي المركزي)
5. إسماعيل يوسنطا (الناطق الرسمي في اندونيسيا)
6. المهندس نفيد بت (الناطق الرسمي في الباكستان)
7. الأستاذ شاهزاد شيخ (نائب الناطق الرسمي في باكستان)
8. الأستاذة فهميدة خانوم موني (الناطقة الرسمية في بنغلادش)
9. الأستاذ عبد الحكيم عثمان (الناطق الرسمي في ماليزيا)
10. إبراهيم عثمان أبو خليل (الناطق الرسمي في السودان)
11. الأستاذ محمد جامع (نائب الناطق الرسمي لحزب التحرير في السودان)
12. محمود كار (رئيس المكتب الإعلامي لحزب التحرير في تركيا)
13. أحمد عبد الوهاب (رئيس المكتب الإعلامي لحزب التحرير في سوريا)
14. الدكتور محمد إبراهيم (رئيس المكتب الإعلامي لحزب التحرير في لبنان)
15. الأستاذ خبيب كرباكة (رئيس المكتب الإعلامي لحزب التحرير في تونس)
16. سيف الله مستنير (رئيس المكتب الإعلامي لحزب التحرير في أفغانستان)

## أعضاء بارزون
- القاضي تقي الدين النبهاني (المؤسس، متوفٍ)
- الشيخ عبد القديم زلوم (الأمير الثاني، متوفٍ)
- العالم الجليل عطا أبو الرشتة (الأمير الحالي للحزب)

- المهندس صلاح الدين عضاضة (مدير المكتب الإعلامي المركزي)
- الأستاذ أحمد القصص (عضو المكتب الإعلامي المركزي)
- المهندس باهر صالح (عضو المكتب الإعلامي المركزي)
- الدكتورة نسرين نواز (مديرة القسم النسائي في المكتب الإعلامي المركزي)
- إبراهيم عثمان - أبو خليل (الناطق الرسمي في السودان)
- الدكتور إسماعيل يوسنطا (الناطق الرسمي في اندونيسيا)
- الأستاذ عبد الحكيم عثمان (الناطق الرسمي في ماليزيا)
- نفيد بت (الناطق الرسمي في الباكستان)
- فهميدة خانوم موني (الناطقة الرسمية لحزب التحرير في بنغلادش)
- محمود كار (رئيس المكتب الإعلامي لحزب التحرير في تركيا)
- أحمد عبد الوهاب (رئيس المكتب الإعلامي لحزب التحرير في سوريا)
- الدكتور محمد إبراهيم (رئيس المكتب الإعلامي لحزب التحرير في لبنان)
- الأستاذ خبيب كرباكة (رئيس المكتب الإعلامي لحزب التحرير في تونس)
- سيف الله مستنير (رئيس المكتب الإعلامي لحزب التحرير في أفغانستان)
- الدكتور مصعب أبو عرقوب (عضو المكتب الإعلامي لحزب التحرير في فلسطين)
- علاء أبو صالح (عضو المكتب الإعلامي لحزب التحرير في فلسطين)
- شاكر عاصم (الممثل الإعلامي لحزب التحرير في البلاد الناطقة بالألمانية)
- أوكاي بالا (الممثل الإعلامي لحزب التحرير في هولندا)
- يحيى نسبت (الممثل الإعلامي لحزب التحرير في بريطانيا)
- وسيم دوريهي (عضو المكتب الإعلامي لحزب التحرير في أستراليا)
- شعبان معلم (الممثل الإعلامي لحزب التحرير في كينيا)
- مسعود مسلم (الممثل الإعلامي لحزب التحرير في تنزانيا)
- دليار دجامبيف (الممثل الإعلامي في قرغيزستان)
- الشيخ أحمد الداعور (عضو في البرلمان الأردني 1955-1957، متوفٍ)
- الشيخ يوسف السباتين (عضو بارز في الأردن، متوفٍ)
- المهندس إسماعيل الوحواح (عضو بارز في الأردن وأستراليا، متوفٍ)
- فتحي محمد سليم (عضو بارز، شغل منصب مسؤول المكتب الفكري للحزب، توفي يوم الأحد 12/10/2008 في الأردن)[73][74]
- الشيخ عبد العزيز البدري (عضو بارز من العراق، أُعدِم)
- فرهود عثمانوف (عضو بارز في أوزبيكستان، أُعدِم)
- هشام البرادعي (عضو في حزب التحرير، قًتل في الخليل على يد قوات الأمن الفلسطينية)
- الشيخ علي سيد أبو الحسن (إمام مسجد الصحابة، الخرطوم، الناطق الرسمي السابق في السودان، متوفٍ)
- الشيخ عصام عميرة (خطيب مسجد الرحمن في بيت صفافا في فلسطين)
- الأستاذ يلماز شيلك (عضو بارز في تركيا)
- عبد الله عمر باذيب (عضو بارز في اليمن)
- ناصر وحان اللهبي (عضو بارز في اليمن)
- محمد الخطاط (عالم بارز في إندونيسيا وعضو في مجلس علماء إندونيسيا)
- حافظ عبد الرحمن (عضو بارز في إندونيسيا)